# جنیفر چندلر
جنیفر چندلر (انگلیسی: Jennifer Chandler؛ زادهٔ ۳۰ ژوئن ۱۹۵۹) شیرجه‌رو اهل ایالات متحده آمریکا بود.
وی در مسابقات کشوری و بین‌المللی در مجموع برندهٔ ۲ مدال طلا، ۱ مدال برنز شده‌است.